# Roberta (nome)
Roberta  è un nome proprio di persona italiano femminile.

## Varianti
- Femminili
  - Alterati: Robertina[1]
  - Ipocoristici: Berta, Roby
- Maschili: Roberto[1]

### Varianti in altre lingue
- Francese: Roberte[1]
- Inglese: Roberta[1]
  - Ipocoristici: Robbie[1], Bobbie[1]
- Ligure: Roberta[2]
  - Ipocoristici: Robertiña, Berta, Bertiña
- Spagnolo: Roberta[1]
  - Alterati: Robertina[1]
- Tedesco: Ruperta

## Origine e diffusione
Si tratta della forma femminile di Roberto, nome di origine germanica che, composto da hrod ("fama", "gloria") e beraht ("brillante", "illustre"), significa "fama brillante" o "splendente di gloria".

## Onomastico
Non vi sono sante né beate di nome Roberta; l'onomastico ricorre lo stesso giorno della forma maschile Roberto (solitamente il 17 settembre, memoria di san Roberto Bellarmino, Dottore della Chiesa, ma anche in altre date come il 7 Giugno, memoria di san San Roberto di Newminster).

## Persone

Roberta Capua

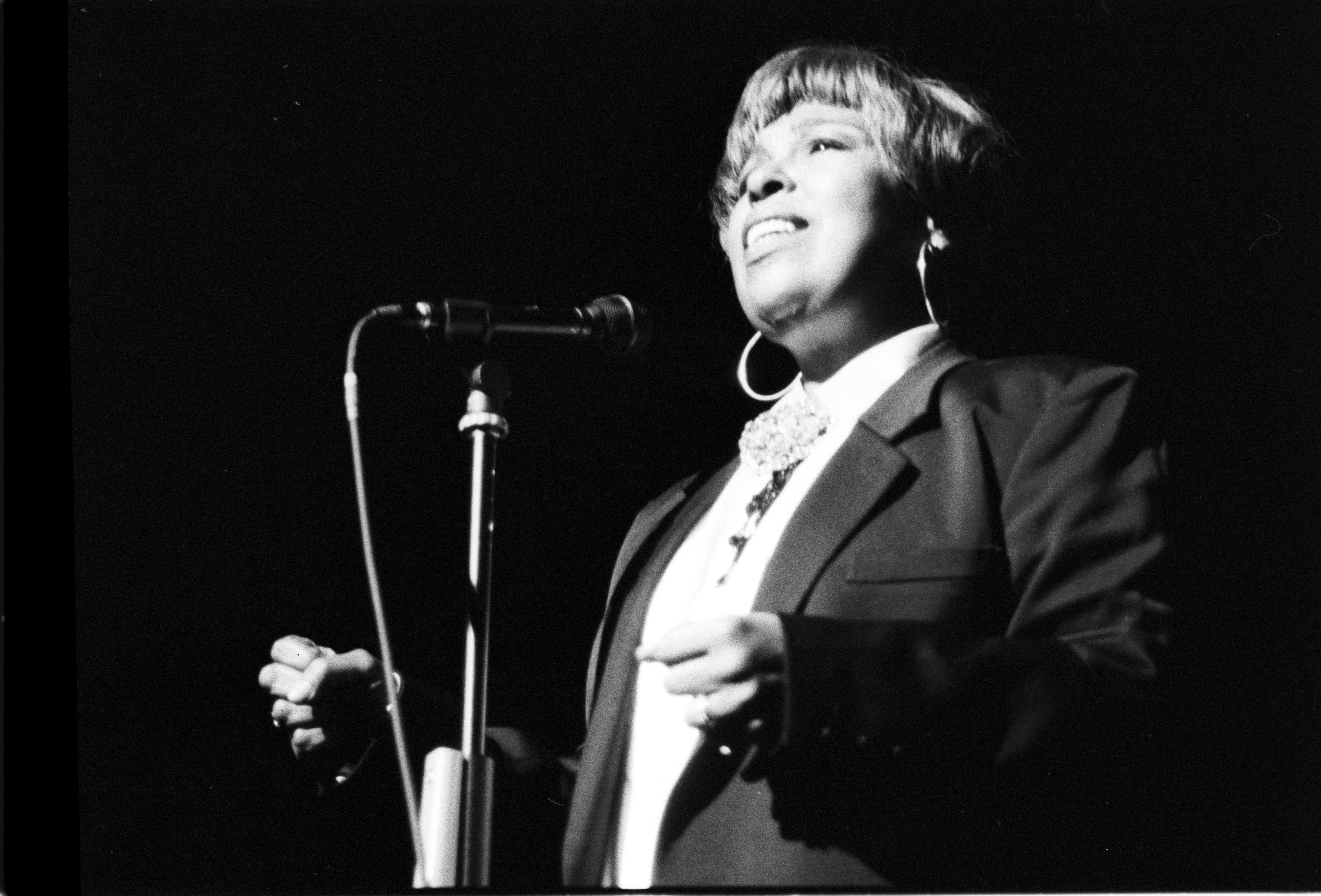
Roberta Flack

- Roberta Joan Anderson, vero nome di Joni Mitchell, cantautrice e pittrice canadese
- Roberta Angelilli, politica italiana
- Roberta Bruni, atleta italiana
- Roberta Capua, modella e conduttrice televisiva italiana
- Roberta Carrieri, cantautrice e attrice italiana
- Roberta Cowell, aviatrice britannica
- Roberta di Camerino, stilista italiana
- Roberta Flack, cantante statunitense
- Roberta Greganti, attrice, doppiatrice e direttrice del doppiaggio italiana
- Roberta Paladini, attrice e doppiatrice italiana
- Roberta Potrich, modella, attrice e conduttrice televisiva italiana
- Roberta Rambelli, traduttrice, scrittrice e curatrice editoriale italiana
- Roberta Tatafiore, attivista italiana
- Roberta Torre, regista e sceneggiatrice italiana
- Roberta Vinci, tennista italiana

## Il nome nelle arti
- Roberta è un personaggio della serie manga e anime Black Lagoon.
- Roberta, detta "la strega tecnologica", è un personaggio dei fumetti Disney.
- Roberta Espinosa è un personaggio della telenovela Flor - Speciale come te.
- Roberta Sparrow è un personaggio del film del 2001 Donnie Darko, diretto da Richard Kelly.
- Roberta Tubbs è un personaggio della serie animata The Cleveland Show.
- Roberta Vannucci è un personaggio del romanzo di Giancarlo De Cataldo Romanzo criminale.
- Roberta è una canzone di Peppino di Capri.
- Roberta è una canzone di Billy Joel.